# Mitsubishi Airtrek
La Mitsubishi Airtrek è un'autovettura elettrica del tipo Crossover SUV prodotta dalla casa automobilistica giapponese Mitsubishi Motors dal 2021 al 2023.
Nel settembre 2023, Mitsubishi ha interrotto la produzione di tutti i suoi veicoli in Cina.

## Descrizione
La Airtrek è un crossover SUV di medie dimensioni disponibili solo con alimentazione elettrica, che viene costruita dalla GAC Mitsubishi, una società nata dalla joint venture tra la Guangzhou Automobile Corporation e la Mitsubishi Motors.
L'Airtrek è stata presentata al salone di Guangzhou nel novembre 2021, dopo essere stata anticipata da una concept car omonima presentata nell'aprile 2021 al salone di Shanghai. La vettura si basa sulla stessa piattaforma della Aiom e presenta un sistema di guida semi-autonoma di livello 2, che utilizza nove radar e telecamere per le funzioni di assistenza alla guida durante le fasi di accelerazione, frenata e cambi di corsia.
L'Airtrek è alimentato da una batteria agli ioni di litio da 70 kWh, abbinata a un motore elettrico da 135 kW (181 CV) che garantisce un'autonomia dichiarata secondo il ciclo di omologazione cinese CLTC di 520 km. Per migliorare la dinamica di guida, la batteria è montata nel pavimento per ridurre il baricentro e la ripartizione dei pesi tra l'asse anteriore e posteriore è del 50:50.